# 趙瑺
趙瑺（1456年—？），字惟德，福建泉州府晉江縣人，軍籍，明朝政治人物。官至户部郎中。

## 生平
成化二十二年（1486年）丙午科福建鄉試第七十名舉人。弘治三年（1490年）中式庚戌科會試第一百六十名，二甲第六十九名進士。授户部四川司主事，改贵州司主事，升任戶部郎中，著有《春秋管见》。

## 家族
曾祖趙均寧；祖父趙永傳；父趙森，母葉氏。具慶下。